# Larnook
Larnook är en ort i Australien. Den ligger i kommunen Lismore Municipality och delstaten New South Wales, i den sydöstra delen av landet, omkring 610 kilometer norr om delstatshuvudstaden Sydney. Antalet invånare är 1 407.
Runt Larnook är det ganska glesbefolkat, med 34 invånare per kvadratkilometer.. Närmaste större samhälle är Kyogle, omkring 11 kilometer väster om Larnook. 
I omgivningarna runt Larnook växer i huvudsak städsegrön lövskog. Genomsnittlig årsnederbörd är 1 776 millimeter. Den regnigaste månaden är januari, med i genomsnitt 298 mm nederbörd, och den torraste är oktober, med 39 mm nederbörd.